# Greater Giyani
Greater Giyani – gmina w Republice Południowej Afryki, w prowincji Limpopo, w dystrykcie Mopani. Siedzibą administracyjną gminy jest Giyani.